# Le Theil-Nolent
Le Theil-Nolent är en kommun i departementet Eure i regionen Normandie i norra Frankrike. Kommunen ligger i kantonen Thiberville som tillhör arrondissementet Bernay. År 2022 hade Le Theil-Nolent 272 invånare.

## Befolkningsutveckling
Antalet invånare i kommunen Le Theil-Nolent
Referens:INSEE